# Реактивний літак
Реактивний літак — літак, що приводиться в рух повітряно-реактивним двигуном (турбореактивним двигуном, прямоточним повітряно-реактивним двигуном, пульсуючим повітряно-реактивним двигуном, рідинним реактивним двигуном тощо). Реактивні літаки складають основу сучасної військової та цивільної авіації.

## Історія

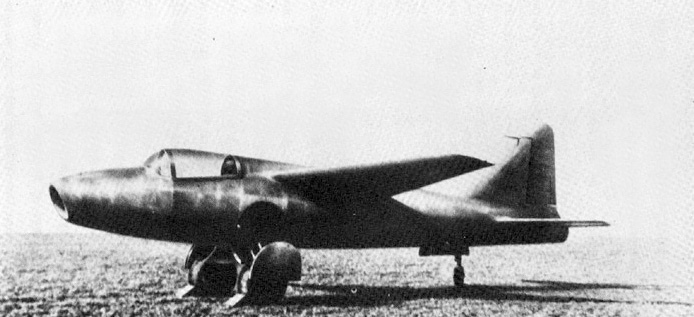
Гайнкель He 176, перший реактивний літак.

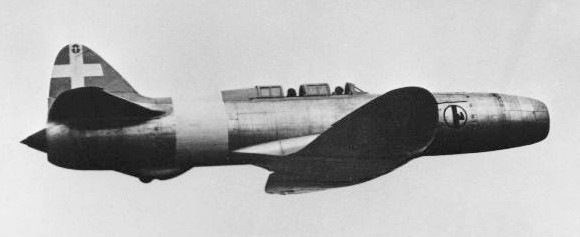
Caproni Campini N1 у польоті.

Першим у світі повнорозмірним літаком з реактивним (ракетним) двигуном вважається планер «Енте», побудований у Німеччині фірмою «Рон-Росен Ґезельшафт» та оснащений двома ракетними двигунами уповільненого згоряння Сандера. Перший політ на цьому літаку відбувся 11 червня 1928 року в районі гори Вассеркуппе: пілот Фрідріх Штамер(?) за 1 хвилину пролетів відстань понад 1,2 кілометра. Планер був збудований за участі Фрітца фон Опеля (онука засновника фірми Опель). В другому своєму польоті планер обгорів і розбився.
17 вересня 1929 планер з трьома ракетними двигунами, відомий під назвою Опель-Гатрі «RAK-1» пролетів в районі Франкфурта 350 м, розвинувши швидкість 100 км/год. Конструктор Юліус Гатрі вперше в світі пілотував свій «ракетний» літак .
Ракетний двигун, який використовував Опель був продемонстрований в 1928 р. Максом Вальє і отримав підтримку Фріца фон Опеля. В 1929 році професор Герман Оберт побудував в Берліні рідинний реактивний двигун.
На початку 1930-х років роботи зі створення реактивного двигуна для літальних апаратів проводились в СРСР. Радянський інженер Ф. А. Цандер ідею висотного ракетного літака висловив в 1920 році.
Під час Другої Світової війни ворогуючі сторони бились над створенням сучасного озброєння, здатного повернути хід війни. Створення реактивного літака приписують Третьому Рейху. Саме тут у 1944 —45 був вперше сконструйований, випробуваний і застосований винищувач Messerschmitt-262 A Sturmvogel. Його технічні показники на багато перевищували все, що було створено у світі до цього. Літак розвивав швидкість 1000 км\год і був недосяжний для винищувачів союзників. Проте мала кількість випущених літаків плюс часті неполадки з реактивним двигуном не дозволили вплинути на хід військових дій.
В 2012 році в США провели випробування безпілотного гіперзвукового реактивного літака Waverider. Його швидкість перевищує 7000 км/год. (в 6 разів перевищує швидкість звуку в повітрі). Літак побудований корпорацією «Боїнг», має невеликі крила і схожий на ракету, оснащений гіперзвуковим повітряно-реактивним двигуном.